# 瓦勒代德尔欧桑斯
瓦勒代德尔欧桑斯（法語：Val d'Erdre-Auxence）是法国曼恩-卢瓦尔省的一个市镇，属于昂热区（Arrondissement d'Angers）。该市镇总面积213.22平方公里，2013年时的人口为4692人（当时各个市镇的数据总和）。

## 地名
地名意为“埃德尔河与欧桑斯河河谷”，二河为这一地区的两条河流，均属于卢瓦尔河水系。

## 行政
瓦勒代德尔欧桑斯成立于2016年12月15日，由以下3个市镇合并而成：
- 拉科尔尼阿耶（La Cornuaille）
- 勒卢鲁贝科奈（Le Louroux-Béconnais）
- 维勒穆瓦桑（Villemoisan）

其中勒卢鲁贝科奈为政府驻地。